# Romhány, Nógrád
Romhány  este un sat în districtul Rétság, județul Nógrád, Ungaria, având o populație de 2.172 de locuitori (2011). 

## Demografie
Componența etnică a satului Romhány
     Maghiari (95,18%)
     Romi (3,18%)
     Necunoscut (0,33%)
     Alții (1,32%)
Componența confesională a satului Romhány
     Romano-catolici (51,15%)
     Fără religie (5,89%)
     Luterani (3,41%)
     Reformați (2,26%)
     Necunoscută (36,28%)
     Alte religii (2,99%)
Conform recensământului din 2011, satul Romhány avea 2.172 de locuitori. Din punct de vedere etnic, majoritatea locuitorilor (95,18%) erau maghiari, cu o minoritate de romi (3,18%). Apartenența etnică nu este cunoscută în cazul a 0,33% din locuitori.  Din punct de vedere confesional, majoritatea locuitorilor (51,15%) erau romano-catolici, existând și minorități de persoane fără religie (5,89%), luterani (3,41%) și reformați (2,26%). Pentru 36,28% din locuitori nu este cunoscută apartenența confesională.